# KIWI BAND
Kiwi Band（키위밴드）は、韓国の4人組女性アイドルグループ。

## 来歴[1]
2014年
- シングル・アルバム「Hakunamatata[2]（하쿠나 마타타）」を発表

## メンバー[1]
- ウユ・Woo U・우유・1994年2月25日生・リーダー、 ギター
- オロシ・Bella・오로시・1994年3月9日生・メインボーカル
- ジェニ・Jenny・제니・1996年生・ベース（日本人。山本彩恵子[3]）
- ヘソン・Hyesung・혜성・1997年生・ドラム

## 旧メンバー
- ジヨン・Jiyeon・지연・1998年3月7日生・キーボード（2015年4月19日に脱退）[4]

## ディスコグラフィー

### ミニアルバム
| No. | タイトル                        | 収録曲                                         |
| 1st | Hakunamatata （2014年12月12日） | 1. Hakunamatata 2. Hakunamatata (instrumental) |

#### Video
|        | Links                                                     |
| 2015年 | - ハクナマタタ（Simply K－Pop） - ハクナマタタ (Rap Ver.) |

## その他
- 2015年6月22日、TBSのNews23で特集される（約3分）。